# Олександр Гордон, 4-й герцог Гордон

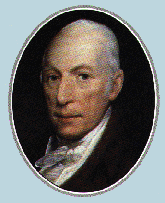
Олександр Гордон — IV герцог Гордон.

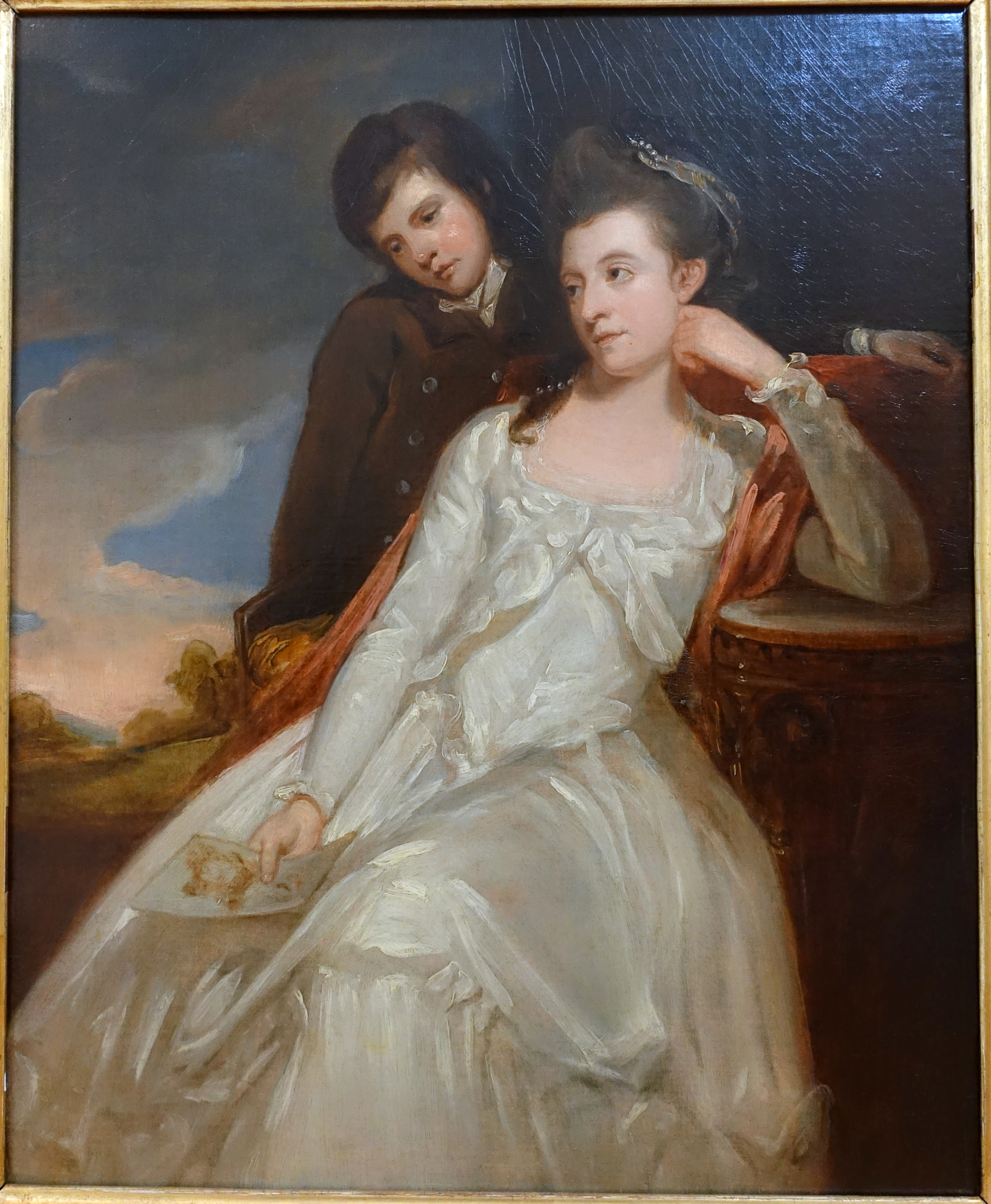
Джейн — герцогиня Гордон зі своїм сином Джорджем Дунканом (1770—1836). Художник Джордж Ровні.

Герб герцогів Гордон — герцогів Річмонда та Леннокса.

Олександр Гордон — IV герцог Гордон (18 червня 1743 — 17 червня 1827) — шотландський аристократ, вождь клану Гордон, маркіз Гантлі (до 1752). Сучасники про нього писали як про «найвидатнішу особи Британії». Він був відомий як «Півень Півночі» — такий епітет був традиційним для вождів клану Гордон.

## Життєпис

### Молоді роки
Олександр Гордон народився в замку Гордон, що в землі Фохаберс 18 червня 1743 року. Він був старшим сином Козмо Гордона , ІІІ герцога Гордона і його дружини леді Кетрін Гордон, дочки II графа Абердин. Він здобув освіту в Ітоні, а також, можливо, в Харроу. Він успадкував титул герцога Гордон від свого батька в 1752 році. Його молодший брат  лорд Джордж Гордон у свій час очолив повстання клану Гордон, так званий «бунт Гордона».
Він отримав титул пера Шотландії в 1767 році. Він став лицарем ордену Будяка в 1775 році і отримав титули пера Великої Британії та барона Гордона Гантлі. Крім того він отримав титули барона Гантлі графства Глостер, графа Норвіч, графа Норфолк у 1784 році. Його нові титули не були популярні. Була поширена думка, що на ці титули він не має ніякого права. Сучасники писали, що «це все зразки сучасного абсурду. Землі Гантлі лежать у чотирьох милях від Ньюента в Глостерширі, ця назва Гантлі не має ніякого відношення до Північної Англії». Джордж Едвард Кокайн писав наступне: «його прабабуся була дочкою V герцога Норфолка і І графа Норвіч, але, хоча цей титул був вимерлим до 1777 року, він не має ніякого стосунку до цієї леді».
Олександр Гордон був хранителем Великої Печатки Шотландії в 1794—1806 роках та в 1807—1827 роках. У 1793—1827 роках він був канцлером Королівського коледжу в Абердині. Крім того, він був лорд-лейтенантом Абердинширу до 1808 року. Він отримав орден Будяка від короля Георга III 11 січня 1775 року. У Словнику Національних Біографій написали про нього так: «Коли він брав шлюб, герцог Гордон вважався одним з найкрасивіших чоловіків свого часу».
Олександр Гордон підняв 92-ий піхотний полк (полк горян Гордона) у 1794 році під час війн з революційною Францією. Він збудував кілька нових селищ, в тому числі Фохаберс, Томінтоул, Порт-Гордон у Банфширі. Йому також приписують виведення нової породи собак — Гордон-сетер. Цю породу популяризували протягом 200 років, стандартизували у 1820 році.
Олександр Гордон був активним прихильником і покровителем музики Вільяма Маршалла (1748—1833) ,  шотландського скрипаля і композитора, що був відомий своїми музичними творами з якими він виступав при дворі герцога Гордона.

### Одруження та родина
Герцог Гордон вперше одружився 23 жовтня 1767 року в Айтон, Бервікширі, в будиноку містера Фордайса, що на Аргайл-стріт, Единбург. Він одружився з Джейн , дочкою сера Вільяма Максвелла — ІІІ баронета Монрейт та його дружини Магдалини — дочки Вільяма Блера, з Блер, Ейршир. Герцогиня Джейн народилася в Клоуз Гіндфорд, Единбург у 1748 року. Про неї написав мемуарист сер Натаніель Враксалл як про леді великої краси. З 1787 року вона часто з'являлася в салонах партії торі, зокрема в жіночому жокей-клубі в 1794 року. Про неї згадували як про леді з «відкритим рум'яним лицем, дотепну, швидку, ніхто не знав краще етикет та звичаї ніж вона». Ще він писав, що виглядала вона мужньо, мали сильний акцент, її фрази часто звучали непристойно. Вона проживала протягом декількох років в Единбурзі, але врешті-решт відмовилася відновити свою резиденцію на площі Джорджа в Единбурзі, тому що це було на її думку «підле і нудне місце».
Шлуб герцог і герцогині був бурхливим з самого початку і обидва подружжя не докладали ніяких особливих зусиль, щоб зберігати вірність одне одному. За кілька років до її смерті герцог віддалився від неї. У той час як герцогиня циркулювала в центрі суспільства, герцог жив на спокої в замку Гордон. Елізабет Грант пише, що герцог Гордон жив в замку самітником.
Герцогиню найбільше запам'ятали під час вербування горян в полки британської армії, які набирав її чоловік. Вона мала здібності до сватання — тут вона була поза конкуренцією. З її п'яти дочок троє були одружені з герцогами — Річмондом, Манчестером, Бедфордом, і одна з маркізом Коруельським.
Її старша дочка  леді Шарлотта вийшла заміж за Чарльза Леннокса , IV герцога Річмонда. Вона була господинею на балах герцога Річмонда — «найвідоміших балах в історії». Пізніше герцог Річмонд отримав всі маєтки вождів клану Гордон.
Друга дочка —Маделін перший раз одружилась з сером Робертом Сінклером Бартом, що помер в серпні 1795 року. Потім вийшла заміж за Чарльза Файше Палмера з Лаклі-Парк, графство Беркшир.
Третя дочка — Сюзанна (нар. 2 лютого 1774) одружилася в будинку Фордайса, що недалеко від Единбурга, 7 жовтня 1793 року з Вільямом Монтегю,V герцогом Манчестером. Леді Елізабет Грант Ротімурхас у своїх «Мемуарах Хайленда» зазначила в 1812 році, що «Герцогиня [Манчестер] пішла з дому кілька років тому з одним з її лакеїв», в той час як Леді Джернінгем писала в вересні 1813 року, що «Герцогиня Манчестер нарешті розлучилися з чоловіком, її поведінка є найсумнозвіснішою». Герцогиня Манчестер померла в Бедфонт-Лодж 26 серпня 1828 року.
Четверта дочка — Луїза одружився в домі свого батька на Пікаділлі в 1797 році з II маркізом Коруолл. Нібито, коли маркіз «висловив герцогині Гордон деякі сумніви з приводу одруження своєї дочки через передбачуване божевілля в сім'ї Гордон, то він отримав від герцогині запевнення, що у Луїзи в крові немає жодної краплі крові Гордонів».
П'ята дочка — Джорджіана народився в замку Гордон 18 липня 1781 року. Вона вийшла заміж в Файф-Хаусі в 1803 році за Джона Рассела,  VI герцога Бедфорда як його друга дружина.
Герцогиня Гордон померла в Пултені в готелі, на Пікаділлі 14 квітня 1812 року і була похована на своїй улюбленій землі Кінрара біля Авімор. Її чоловік — Олександр Гордон одружився вдруге в церкві Фохабер, імовірно в Беллі в липні 1820 року з Джейн Крісті, що була родом з Фохабер і була тоді у віці близько 40 років. Раніше герцог Гордон був її коханцем і мав з нею 4 дітей. Після їхнього шлюбу вона жила у великому домі, а не в замку, в міському будинку в Фохабер. Вона стверджувала, що якби жила в замку, який був перебудований і значно розширений герцогом, то ніхто з друзів не відвідував би її.
Один з незаконних синів герцога, полковник Чарльз Гордон отримав володіння біля Порт-Гордона. Цікаво, що полковник Гордон був великим фаворитом покійної герцогині. Елізабет Грант описала полковника Гордон, як «багатого на любов лорда Гантлі, він дуже нагадував інших Гантлі, і зробив би він багато, якби Бог дав би йому більше розуму».
Друга герцогиня Гордон померла 17 червня 1824 року. Сам герцог раптово помер на Маунт-стріт, в Берклі-сквер 17 червня 1827 і був похований в соборі Еглін. Його наступником став його син Джордж Гордон, V герцог Гордон.

## Законні діти
Герцог мав в цілому сім дітей від першої дружини:
- Леді Шарлотта Гордон (замок Гордон, 20 вересня 1768 — Лондон, 5 травня 1842) — одружилась 9 вересня 1789 року в замку Гордон з Чарльзом Ленноксом — IV герцогом Річмондом і мала з ним проблеми
- Джордж Гордон , V герцог Гордон (Единбург, 2 лютого 1770 — Лондон, 28 травня 1836)
- Леді Меделін Гордон (1772 — 31 травень 1847) — перший раз одружилась в Лондоні 2 квітня 1789 року з сером Робертом Сінклером — VII баронетом Сінклер і мала з ним проблеми; вдруге одружилася 25 листопада 1805 року в замку Кімболтон з Чарльзом Файше Палмером. * Леді Сюзанна Гордон (замок Гордон, 2 лютого 1774 — Бедфонт-Лодж, 26 серпня 1828) — одружилася 7 жовтня 1793 року в Единбурзі з Вільямом Монтегю — V герцогом Манчестер і мала з ним проблеми.
- Леді Луїза Гордон (замок Гордон 27 грудня 1776 — Крессент-Парк, Міддлсекс, 5 грудня 1850) — одружилася 17 квітня 1795 року в Лондоні з Чарльзом Корнуоллісом — II маркізом Корнуолліс і мала з ним.
- Леді Джорджіана Гордон (Замок Гордон, 18 липня 1781 — Ніцца, 24 лютого 1853) — одружилася 23 червня 1803 року в Лондоні з Джоном Расселом — VI герцогом Бедфордом і мала з ним проблеми.
- Лорд Олександр Гордон (1785 — 8 січня 1808) — служив офіцером у британській армії, не був одружений.

## Олександр Гордон в кіномистецтві
Олександр Гордон двічі був хибно зображений в кіномистецтві. У фільмі "Ватерлоо" (1970) він був зображений як учасник битви під Ватерлоо, його там грає Девіс Руперт. В епізоді "Батько армії" в фільмі "Прощання солдата" його грає Джон Лорі. 